# Chasmistes muriei
Chasmistes muriei é uma espécie de peixe actinopterígeo da família Catostomidae.
Apenas pode ser encontrada nos Estados Unidos da América.